# Bev Bevan
Beverley "Bev" Bevan, angleški bobnar, * 25. november 1944, Birmingham, Združeno kraljestvo.
Bevan je angleški rock glasbenik, ki je bil bobnar in ustanovni član skupin The Move in Electric Light Orchestra (ELO). Po razpustitvi ELO leta 1986, je ustanovil skupino ELO Part II.
Sodeloval je tudi s skupino Black Sabbath in je kot gostujoči bobnar igral na njihovi turneji Born Again Tour, leta 1987 pa je pri njihovem albumu The Eternal Idol snemal tolkala. Leta 2017 je bil kot član Electric Light Orchestra sprejet v Hram slavnih rokenrola.

## Biografija
Bevan se je rodil v South Yardley, Birmingham v Angliji. Obiskoval je šolo Moseley Grammar School, kjer je srečal kasnejšega sočlana Electric Light Orchestra, Richarda Tandyja. Kasneje je kot pripravnik delal v blagovnici The Beehive.

### Glasbena kariera
Njegova profesionalna glasbena kariera se je pričela v skupini Denny Laine and the Diplomats, ki jo je ustanovil Denny Laine. Kasneje je igral pri skupini Carl Wayne & the Vikings, leta 1966 pa je postal član skupine The Move. Bevan je imel globok glas in je kot glavni vokalist pri skupini The Move posnel dve skladbi: priredbo skladbe "Zing! Went the Strings of My Heart" in "Ben Crawley Steel Co". Napisal je eno skladbo skupine, "Don't Mess Me Up", ki je izšla na albumu Message from the Country in kot b-stran singla "Tonight". Pri skladbi "Turkish Tram Conductor Blues" je napačno naveden kot avtor, ker je skladbo v resnici napisal Roy Wood. Leta 1971, ko je izšel debitantski album skupine Electric Light Orchestra, je skupina The Move obstajala le še kot snemalna skupina. Zadnji singl skupine, "California Man", je izšel leta 1972.
Leta 1971 je soustanovil skupino Electric Light Orchestra, ki je začela kot nekakšen stranski projekt skupine The Move, kmalu pa se je osamosvojila. Leta 1980 je Bevan izdal spomine o skupini ELO z naslovom The Electric Light Orchestra Story. Skupina je razpadla leta 1986. Bevan je s skupino posnel vse albume do leta 1999.
Leta 1976 je posnel solo singl - priredbo instrumentalne skladbe Sandyja Nelsona, "Let There Be Drums".
Leta 1983 je bobnar Bill Ward zapustil skupino Black Sabbath, ki je ravno izdala album Born Again. Zamenjal ga je Bevan, ki je s skupino odšel na turnejo Born Again '83 -'84 World Tour, ki se je začela v Evropi s predskupino Diamond Head, nadaljevala pa v ZDA s predskupinama Quiet Riot in Night Ranger. Skupina je leta 1983 igrala tudi na Reading Festivalu. Leta 1984 je Bevan skupino zapustil. Leta 1987 je kot tolkalist sodeloval pri snemanju skladb "Scarlet Pimpernel" in "Eternal Idol", ki sta izšli na albumu The Eternal Idol. Bevan je bil naprošen za igranje na nekaj koncertih skupine, a je ponudbo zavrnil. Pri Black Sabbath je posnel tudi dva videospota - "Trashed" in "Zero the Hero".
Leta 1988 je Bevan želel posneti nov album ELO, Jeff Lynne pa je njegov predlog zavrnil, zato je Bevan sklenil nadaljevati delo skupine brez Lynna. Lynne je bil proti Bevanovi uporabi imena ELO, zato sta Bevan in Lynne sklenila sporazum, po katerem je Bevan leta 1989 ustanovil novo skupino ELO Part II. Skupina je leta 1990 izdala debitantski album Electric Light Orchestra Part II. Pred prvo turnejo leta 1991 so se skupini pridružili Mik Kaminski, Kelly Groucutt in Hugh McDowell, ki je po turneji zapustil skupino. Bevan, Groucutt, Kaminski in Clark so leta 1994 posneli drugi album, Moment of Truth, in koncertirali do leta 1999. Leta 1999 je Bevan zapustil zasedbo in leto kasneje prodal svoj delež imena ELO Jeffu Lynnu. Skupina se je kasneje preimenovala v The Orchestra.
Po smrti Carla Wayna leta 2004, je Bevan ustanovil novo skupino, Bev Bevan's Move, ki so jo sestavljali še Phil Tree in nekdanja člana ELO Part II, Phil Bates in Neil Lockwood. Skupina je preigravala predvsem skladbe skupine The Move. Julija 2007 je skupino zapustil Bates, ki se je pridružil naslednici ELO Part II, skupini The Orchestra. Bevanu se je nato pridružil nekdanji kitarist The Move, Trevor Burton.
Bevan je sodeloval pri snemanju skladb "Moonshine" in "Wake Up The Nation", ki sta leta 2010 izšli na albumu Wake Up The Nation, Paula Wellerja. Weller je Bevanu potrdil, da je bil on njegova druga izbira, prva pa bi bil Keith Moon.
Trenutno je Bevan voditelj radijske oddaje ob nedeljah popoldne na radiu BBC Radio West Midlands, piše recenzije za časopis Sunday Mercury ter ima spletni blog na njihovi spletni strani. Februarja 2011 je Bevan prejel zvezdo na Birminghamskem pločniku slavnih.
Leta 2012 je kot pripovedovalec posnel zvočno knjigo biografije Tonyja Iommija Iron Man – My Journey Through Heaven and Hell. Bevanov koledar leta 2014 je obsegal 102 nastopov v enajstih mesecih, med njimi tudi zadnje nastope skupine The Move, Bevan in Burton pa sta se nato še drugič razšla.

## Zasebno življenje
Bevan živi skupaj s svojo ženo, Valerie, in njunim sinom, Adrianom. Je navijač nogometnega kluba Wolverhampton Wanderers FC.

## Izbrana diskografija

### Electric Light Orchestra
| - The Electric Light Orchestra (1971) - ELO 2 (1973) - On the Third Day (1973) - The Night the Light Went On in Long Beach (1974) - Eldorado (1974) - Face the Music (1975) - A New World Record (1976) - Out of the Blue (1977) - Discovery (1979) - Xanadu (1980) - Time (1981) - Secret Messages (1983) - Balance of Power (1986) - Live at Wembley '78 (1998) - Live at Winterland '76 (1998) - The BBC Sessions (1999) - Live at the BBC (1999) | - The Move (1968) - Looking On (1970) - Shazam (1970) - Message From The Country (1972) - The BBC Sessions (1995) - Live At The Fillmore 1969 (2012) - Electric Light Orchestra Part Two (1990) - Performing ELO's Greatest Hits Live (1992) - Moment Of Truth (1994) - One Night (1996) - Kelly Groucutt: Kelly (1982) - Black Sabbath: The Eternal Idol (1987) - Paul Weller: Wake Up The Nation (2010) |